# Trine Dyrholm
Trine Dyrholm (født 15. april 1972 i Odense) er en dansk skuespiller, der er uddannet fra Statens Teaterskole i 1995. Siden har hun medvirket i danske film og tv-produktioner, herunder Springflod (1990), TAXA (1997-1999), En soap (2006), Hævnen (2010), En kongelig affære (2012), Den skaldede frisør (2013), Arvingerne (2014-2017), Dronningen (2019), Erna i krig (2020) og Pigen med nålen (2024). Hun har også medvirket i flere danske teaterforestillinger på Aveny Teater, Østre Gasværk Teater og Det Kongelige Teater. For sine præstationer har hun modtaget adskillige nomineringer og priser, og hun er med sine syv Bodil-priser og ti Robert-priser, den mest vindende danske skuespiller i dansk filmhistorie. Hun har derudover modtaget nomineringer ved European Film Awards og modtaget en Sølvbjørn for bedste kvindelige hovedrolle for sin rolle i Kollektivet, som den første danske kvindelige skuespiller i en dansk film.
Udover sit skuespil er Dyrholm også kendt som sanger, da hun som 14-årig deltog ved det danske Melodi Grand Prix med sangen "Danse i måneskin". Hun har også udgivet LP'en Et frossent øjeblik (1988) og EP'en Mr. Nice Guy (2004).

## Opvækst
Dyrholm blev født den 15. april 1972 i Odense som datter af parret Arne og Lisbeth Dyrholm, der begge var folkeskolelærere. Hun har en også en søster, Helle Dyrholm. Hun begyndte som 8-årig at optræde sammen med Odense Byorkester og optrådte som 10-årig i Et juleeventyr på Odense Teater og i sommerspillene i Den Fynske Landsby. I 1987 som 14-årig deltog hun sammen med sit band Trine & Moonlighters ved det danske Melodi Grand Prix, hvor de med sangen "Danse i måneskin" blev nummer tre. Til trods for at gruppen ikke vandt, er sangen siden blevet anerkendt som en evergreen og blev i 2006 optaget i Kulturkanonen. I 1988 udgav Dyrholm LP'en Et frossent øjeblik med ti sange, som hun selv havde skrevet og komponeret.

## Karriere

### 1990-2003
Dyrholm debuterede på film som 17-årig i 1990 i Eddie Thomas Petersens Springflod, hvor hun indtog hovedrollen som den unge sønderjyske Pauline, der får sine første oplevelser med kærlighed da en ung dreng kommer i pleje hos hendes familie. Ungdomsfilmen blev modtaget med positive anmeldelser, og vandt adskillige Robert- og Bodil-priser, og Dyrholm modtog sin første Bodil-pris for bedste kvindelige hovedrolle som 18-årig. Samme år spillede hun også med i Morten Lorentzens komedie Casanova.
Hun blev i 1991 optaget på Statens Teaterskole og blev færdiguddannet i 1995, og havde sin debut i forestillingen Åbne hænder på Dr. Dante Aveny i 1993. Efter endt uddannelse i 1995 optrådte hun i En skærsommernatsdrøm på Grønnegårds Teatret, I en kælder på Dr. Dantes Aveny samt i Kunst (1996) og Paradis (1997) samme sted. Under sin uddannelse medvirkede hun desuden i tv-filmene Cecilia (1991), Længe leve friheden (1993), Mappen (1995), Lille John (1995) og i kortfilmen De nye lejere (1996).
I 1996 medvirkede Dyrholm i Thomas Vinterbergs spillefilmsdebut De største helte. Filmen modtog positive anmeldelser. Samme år medvirkede hun også i et enkelt afsnit af den danske komedie-serie Madsen og Co. I 1998 medvirkede hun i Thomas Vinterbergs dogmefilm Festen som servitricen Pia. Filmen blev en enorm succes og modtog stor ros og anerkendelse, og blev nomineret til en BAFTA- og Golden Globe-pris samt nomineret til Den Gyldne Palme ved Cannes Film Festival.
Fra 1997 til 1999 spillede Dyrholm med i DR's dramaserie TAXA i rollen som radiooperatøren Stine Jensen. Serien, som følger den mindre taxa-central Krone-Taxa i indre København, blev en stor succes, og Dyrholm optrådte i 35 ud af i alt 56 afsnit. Hun måtte dog forlade serien før seriens afslutning da hun blev tilbudt en rolle i Lasse Spang Olsens actionkomedie I Kina spiser de hunde. Filmen blev et stort biografhit og blev en de mest sete danske film i 1999. I 1999 spillede Dyrholm også med i teaterforestillinger som Romeo og Julie, Donna Juanna og Himmelstormerne på Østre Gasværk Teater. Året efter, i 2000, medvirkede Dyrholm i DR-miniserien Edderkoppen, som foregår i 1949 i efterkrigstidens København og handler om det kriminelle netværk der styrede byen i tiden under og efter 2. verdenskrig, også kendt for Edderkopsagen.
I 2001 medvirkede Dyrholm i to afsnit af første sæson af den danske komedie-serie Langt fra Las Vegas i rollen som Caspers kæreste, Birla. I de to afsnit "Danish Dynamite" og "Helmig fucki fucki", spillede hun over for Casper Christensen, Frank Hvam, Klaus Bondam og Lars Hjortshøj. Samme år indtog hun hovedrollen i den danske dramafilm P.O.V. - Point of View af Tómas Gislason. Til trods for at filmen modtog blandede anmeldelser, modtog Dyrholm for sin præstation sin første Robert-nominering i kategorien bedste kvindelige hovedrolle. I 2002 medvirkede Dyrholm i det tyske drama Bungalow og i det danske komedie-drama Okay. Samme år medvirkede hun i forestillingen 4:48 Psykose på Edison-scenen, og modtog for sin præstation Reumert-prisen for bedste kvindelige hovedrolle. I 2003 spillede hun den kvindelige hovedrolle i Fabian Wullenwebers drama Tvilling.

### 2004-2013
I 2004 medvirkede hun i Annette K. Olesens dogmefilm Forbrydelser. Filmen modtog positive anmeldelser og en lang række priser, og for sin rolle som den fængslede Kate, der viser sig at have overnaturlige evner, vandt Dyrholm sin anden Bodil-pris og sin første Robert-pris. I 2004-2005 medvirkede hun i Anders og Peter Lund Madsens show Mr. Nice Guy på Bellevue Teatret, hvor hun bl.a. sang de tre sange "Stille i verden", "Lille Spejl" og "Avenuen" med tekst af brødrene Lund Madsen og melodier af Kim Larsen. Disse tre sange blev efterfølgende udgivet på EP'en Mr. Nice Guy. Sangen "Avenuen" blev et stort hit, og lå #1 på singlehitlisten i adskillige omgange, og tilbragte i alt 135 uger på listen. Til trods for at være certificeret til platin med et salg på over 16.000 eksemplarer modtog Dyrholm dog ikke de adskillige platinplader som hun var berettiget til, da pladeselskabet CMC efter eget udsagn ikke holdt øje med det.
Dyrholm havde i 2005 en mindre rolle i komedien Den store dag, og samme år medvirkede hun også i thrilleren Fluerne på væggen, og for sin rolle som filminstruktøren My Larsen, der ender med at falde for den økonomisk kriminelle hun laver en dokumentar om, modtog hun sin tredje Bodil-pris. Samme år debuterede hun også på Det Kongelige Teater i forestillingen Hotel Strindberg. I 2006 indtog hun hovedrollen i komediedramaet En soap af Pernille Fischer Christensen, som singlen Charlotte, der indleder et forhold til den transseksuelle Veronica. Filmen blev modtaget med positive anmeldelser, og modtog blandt andet Sølvbjørnen ved Filmfestivalen i Berlin, ligesom Dyrholm vandt sin anden Robert-pris og sin fjerde Bodil-pris (for tredje år i træk). Samme år medvirkede Dyrholm som den gravide Sofie i filmen Istedgade, og som pandekagedame i børnefilmen Der var engang en dreng. I 2007 medvirkede hun også i dramaet Daisy Diamond, hvor hun spillede overfor Noomi Rapace og Thure Lindhardt, og for sin præstation blev hun nomineret til både en Bodil- og Robert-pris. I 2008 medvirkede hun i det norske drama DeUSYNLIGE, hvor hun for sin præstation som Agnes modtog nomineringer til de norske Amanda- og Kosmorama-priser for bedste kvindelige hovedrolle. Samme år medvirkede hun i sin anden Annette K. Olesen-produktion i dramaet Lille soldat, hvor hun for sin præstation modtog en Bodil- og Robert-nominering for bedste kvindelige hovedrolle. I september 2008 annoncerede Dyrholm sin graviditet, og gik på barsel fra januar 2009 til oktober 2009.
Hendes første film herefter blev dermed i 2010 i Susanne Biers succesfulde drama Hævnen, hvor Dyrholm, overfor Mikael Persbrandt og Ulrich Thomsen, spillede den temperamentsfulde læge Marianne, der opdager at hendes mand har været hende utro. Filmen modtog stor ros og anerkendelse og vandt en Oscar for bedste internationale film, ligesom at Dyrholm for sin præstation vandt sin femte Bodil-pris og tredje Robert-pris for bedste kvindelige hovedrolle. I 2011 medvirkede hun i Birgitte Stærmoses debut; thriller-dramaet Værelse 304 i rollen som Helene, der opdager at hendes mand har en affære.
Dyrholm indtog i 2012 rollen som den tidligere dronning af Danmark og Norge, Juliane Marie, i Nikolaj Arcels periodiske storfilm En kongelig affære. Filmen, der skildrer det historiske trekantsdrama mellem den preussiske livlæge Johann Friedrich Struensee, Christian 7. og hans dronning, Caroline Mathilde, blev en stor succes, og blev én af de mest sete film i de danske biografer det år. Filmen modtog adskillige priser, heriblandt to Sølvbjørne ved filmfestivalen i Berlin, samt Golden Globe- og Oscar-nomineringer for bedste udenlandske film. Dyrholm modtog for sin præstation en Robert-pris for bedste kvindelige birolle, samt en Bodil-nominering i samme kategori. Samme år spillede Dyrholm også hovedrollen i Susanne Biers romantiske komedie-drama Den skaldede frisør, hvor hun overfor bl.a. Pierce Brosnan, spillede den kræftramte Ida, som ud over sin dødstrussel også skal håndtere sin mands nyopdagede affære og deres fælles datters bryllup i Italien. For sin rolle som den frustrerede Ida, der lidt ubelejligt finder faren til sin kommende svigersøn yderst tiltrækkende, modtog Dyrholm en Robert-pris for bedste kvindelige hovedrolle, og en Bodil-nominering i samme kategori. Dyrholm modtog dermed fire nomineringer ved Robert- og Bodil-uddelingerne i 2013, og modtog hele to priser ved Robert-uddelingen.
I 2013 medvirkede Dyrholm i filmen 3096 dage, som er baseret på selvbiografien af den østrigske Natascha Kampusch, der som 10-årig blev kidnappet og holdt fanget i de efterfølgende otte år af Wolfgang Priklopil. I filmen spillede Dyrholm rollen som Nataschas mor overfor Antonia Campbell-Hughes og Thure Lindhardt. Filmen modtog overvejende positive anmeldelser. Samme år medvirkede Dyrholm i genindspilningen af den politiske thriller Skytten fra 1977, hvor hun overfor Nikolaj Lie Kaas og Kim Bodnia, spillede en journalisten Mia Moesgaard som efter et konfronterende interview sætter gang i en større menneskejagt. Filmen, der er instrueret af Annette K. Olesen, modtog overvejende negative anmeldelser og blev ikke en kommerciel succes.

### 2014-2020
I 2014 spillede Dyrholm rollen som musikproducer i Pernille Fischer Christensens drama En du elsker. Samme år medvirkede hun i to internationale film; som forstander for et børnehjem i dramaet The Cut, og i en mindre rolle i den tyske Who am I?. Året efter, i 2015, medvirkede hun i instruktør May el-Toukhys spillefilmsdebut Lang historie kort. For sin rolle som den fornuftige og lesbiske læge Anette modtog Dyrholm sin syvende Robert-pris for bedste kvindelige birolle, ligesom at hun ved samme uddeling også vandt sin ottende Robert-pris for sin rolle i Arvingerne. Dyrholm blev dermed den danske skuespiller med flest vundne Robert-filmpriser. I 2016 medvirkede Dyrholm også i Thomas Vinterbergs Kollektivet, hvor hun sammen med Ulrich Thomsen, spiller et ægtepar i 1970'erne, som vælger at etablere deres eget kollektiv. Filmen, som er inspireret af Vinterbergs egen opvækst i kollektiv, modtog positive anmeldelser, og ud over at vinde sin sjette Bodil-pris og sin niende Robert-pris vandt Dyrholm også Sølvbjørnen for bedste kvindelige hovedrolle ved Filmfestivalen i Berlin, hvilket gjorde hende til den første dansker der har vundet prisen for bedste kvindelige skuespiller i en dansk film.
Fra 2014 til 2017 medvirkede Dyrholm i DR's dramaserie Arvingerne, som handler om en søskendeflok der efter deres fælles mors død, samles efter flere år adskilt for at gøre arven efter hende op. Hvad de troede ville være en hurtig gennemgang af morens testamente viser sig hurtigt at være alt andet, da en ukendt halvsøster pludselig står til at arve størstedelen af morens arv. Serien modtog stor ros og anerkendelse, og er siden blevet solgt til adskillige lande. For sin rolle som Gro Grønnegård, den ældste søster i søskendeflokken, modtog Dyrholm Robert-prisen for bedste kvindelige hovedrolle to år i træk (i 2015 og i 2016). Serien løb i 26 afsnit fordelt på tre sæsoner, hvor Dyrholm medvirkede i alle afsnit.
I 2017 spillede Dyrholm overfor Nikolaj Lie Kaas i dramaet Du forsvinder af Peter Schønau Fog. For sin rolle som hustruen Mia, hvis mand, Frederik, der anklages for at have begået underslæb på sin arbejdsplads, modtog hun en Bodil- og Robert-nominering i kategorien bedste kvindelige hovedrolle. Samme år indtog hun titelrollen som den tyske model og Velvet Underground-sanger Christa Päffgen, kendt som Nico, i den engelske drama-biografi Nico, 1988. For sin portrættering af den rebelske og stofmisbrugende sangers sidste år inden hendes død i 1988 modtog Dyrholm stor ros og modtog nomineringer ved Satellite Awards og vandt prisen for bedste kvindelige skuespiller ved Titanic International Film Festival i Budapest. I 2018 medvirkede hun i endnu en Pernille Fischer Christensen-produktion med filmen Unge Astrid, der omhandler den svenske forfatter Astrid Lindgrens liv før hun blev en verdensberømt forfatter. I filmen spillede Dyrholm plejemor for Lindgrens søn - filmen blev modtaget med stor ros og anerkendelse. Samme år medvirkede hun også i den eksperimentelle film X&Y, hvor hun sammen overfor Mikael Persbrandt, Thure Lindhardt, Jens Albinus, Sofie Gråbøl og Anna Odell, spillede sig selv i et meta-lignende koncept. I 2018 havde hun også mindre roller i den danske komedie Ditte & Louise og i den tyske zombie-film Endzeit.
Dyrholm spillede i 2019 i May el-Toukhys anmelderroste drama Dronningen, i hovedrollen som forsvarsadvokaten Anne, der forfører og indleder en seksuel affære til sin yngre stedsøn, Gustav. Filmen blev en stor succes, og modtog adskillige priser og nomineringer, og for sin præstation modtog Dyrholm sin syvende Bodil-pris og tiende Robert-pris i kategorien bedste kvindelige hovedrolle, samt at hun vandt prisen for bedste kvindelige skuespiller ved Zurich Film Festival og blev nomineret til European Film Award i en lignende kategori. Samme år medvirkede hun i den tyske tv-serie De visionære og i det psykotiske drama Psychosia. I perioden fra 2019 til 2021 medvirkede Dyrholm i Viaplay krimi-drama-serien Forhøret i rollen som Susanne Egholm, hvor hun spillede overfor Ulrich Thomsen.

### 2020-nu
I 2020 medvirkede hun i krigsdramaet Erna i krig, hvor hun i rollen som sønderjyske Erna indmelder i hæren under 1. verdenskrig i stedet for sin søn. Filmen, der er instrueret af Henrik Ruben Genz, modtog stor ros og Dyrholm modtog for sin præstation både en Bodil- og Robert-nominering i kategorien bedste kvindelige hovedrolle. I 2021 medvirkede Dyrholm i Charlotte Sielings historiske storfilm Margrete den Første i rollen som Dronning Margrete 1. For sin præstation som den hårdtkæmpende dronning i 1402, der forsøger at opretholde sit nordiske stor-rige bestående af Danmark, Norge og Sverige ved bl.a. at planlægge et bryllup mellem sin adoptivsøn Kong Erik og den engelske prinsesse Philippa, modtog Dyrholm en Bodil- og Robert-prisnominering for bedste kvindelige hovedrolle. Filmen modtog stor ros og positiv kritik og blev i januar 2022 sendt som en drama-serie i fire dele på TV 2.
I 2022 medvirkede Dyrholm i Annette K. Olesens drama, Ingen kender dagen  og i det britiske drama The Almond and the Seahorse, hvor hun spillede over for Rebel Wilson, Charlotte Gainsbourg og Meera Syal i rollen som den hjerneskadede Gwen.
I 2023 medvirkede Dyrholm i Michael Noers drama Birthday Girl i rollen som moren Nanna, hvis datter under et krydstogt i Caribien udsættes for en voldtægt. For sin rolle modtog Dyrholm en Bodil-prisnominering i kategorien bedste hovedrolle.
I 2024 portrætterede Dyrholm også danmarkshistoriens største seriemorder, Dagmar Overby i dramaet Pigen med nålen. Filmen deltog i konkurrencen om Guldpalmen ved Cannes Film Festival, og blev nomineret til en Golden Globe og Oscar i kategorien Bedste internationale film. Samme år medvirkede hun også i det engelske drama Poison, hvor hun spillede overfor Tim Roth, og hun medvirkede i den historiske psykologistiske thriller-serie Rematch i rollen som Klara Kasparova, mor til skakstormester Garri Kasparov, som blev udfordret i skak af supercomputeren Deep Blue. I 2024 medvirkede Dyrholm også i den britisk historiske drama-tv-miniserie Mary & George i rollen som Dronning Anne af Storbritannien, hvor hun spillede over for bl.a. Julianne Moore. Dyrholm medvirkede i fem afsnit.
I 2025 medvirkede Dyrholm i Zinnini Elkingtons drama Det andet offer, hvor hun spillede overfor bl.a. Anders Matthesen. Filmen modtog positive anmeldelser. Samme år medvirkede hun i dramaet Nye begyndelser, som Ane, der midt i sin skilsmisse rammes af en blodprop, hvilket ændrer alt.

## Privatliv
Under hendes virke på Østre Gasværk Teater, var hun i forhold med teaterchefen Lars Kaalund.
I 2005 indledte Dyrholm et forhold med teaterinstruktør og koreograf Niclas Bendixen. De har sammen en søn, Axel (f. 2009) .

## Filmografi

### Spillefilm
| År   | Titel                             | Rolle                   |
| ---- | --------------------------------- | ----------------------- |
| 1990 | Springflod                        | Pauline                 |
| 1990 | Cassanova                         | Gurli                   |
| 1991 | Cecilia                           | Cecilia                 |
| 1996 | De største helte                  | Pernille                |
| 1998 | Festen                            | Pia                     |
| 1999 | I Kina spiser de hunde            | Hanne                   |
| 2001 | P.O.V. - Point of View            | Kamilla                 |
| 2002 | Bungalow                          | Lene                    |
| 2002 | Okay                              | Trisse                  |
| 2003 | Tvilling                          | Julie                   |
| 2004 | Forbrydelser                      | Kate                    |
| 2004 | Afgrunden                         | Siv                     |
| 2005 | Den store dag                     | Signe                   |
| 2005 | Fluerne på væggen                 | My Larsen               |
| 2006 | Der var engeng en dreng           | Pandekagedame           |
| 2006 | En soap                           | Charlotte               |
| 2007 | Daisy Dimond                      | Eva                     |
| 2008 | Dansen                            | Annika                  |
| 2008 | Lille soldat                      | Lotte                   |
| 2008 | DeUSYNLIGE                        | Agnes                   |
| 2010 | Hævnen                            | Marianne                |
| 2011 | Værelse 304                       | Helene                  |
| 2012 | En kongelig affære                | Juliane Marie           |
| 2012 | Den skaldede frisør               | Ida                     |
| 2013 | Skytten                           | Mia Moesgaard           |
| 2013 | 3096 dage                         | Nataschas mor           |
| 2014 | Who Am I - Kein System ist sicher | Hanne Lindberg          |
| 2014 | The Cut                           | Forstander på børnehjem |
| 2014 | En du elsker                      | Molly Moe               |
| 2015 | Lang historie kort                | Anette                  |
| 2016 | Kollektivet                       | Anna                    |
| 2017 | Du forsvinder                     | Mia Halling             |
| 2017 | Nico, 1988                        | Christa Päffgen 'Nico'  |
| 2018 | Unge Astrid                       | Marie                   |
| 2018 | Endzeit - Ever After              | Gartner                 |
| 2018 | Ditte & Louise                    | Sig selv                |
| 2019 | Dronningen                        | Anne                    |
| 2019 | Brecht                            | Ruth Berlau             |
| 2019 | Psychosia                         | Dr. Klein               |
| 2020 | Erna i krig                       | Erna                    |
| 2021 | Margrete den Første               | Margrete 1.             |
| 2022 | Ingen kender dagen                | Eva                     |
| 2022 | The Almond and the Seahorse       | Gwen                    |
| 2023 | Birthday Girl                     | Nanna                   |
| 2024 | Vejen hjem                        | Anne (stemme)           |
| 2024 | Poison                            | Edith                   |
| 2024 | Pigen med nålen                   | Dagmar Overby           |
| 2025 | Det andet offer                   | Camilla                 |
| 2025 | Nye begyndelser                   | Ane                     |

### Serier
| År        | Titel               | Rolle                           |
| --------- | ------------------- | ------------------------------- |
| 1996      | Madsen & Co.        | Mette                           |
| 1997      | TAXA                | Stine Jensen                    |
| 2000      | Edderkoppen         | Topsy                           |
| 2001      | Langt fra Las Vegas | Birla                           |
| 2014-2017 | Arvingerne          | Gro Grønnegaard                 |
| 2019      | De visionære        | Stine Branderup                 |
| 2019-2021 | Forhøret            | Susanne Egholm                  |
| 2024      | Mary & George       | Dronning Anne af Storbritannien |
| 2024      | Rematch             | Klara Kasparova                 |

### Stemme til tegnefilm
| År   | Titel                                 | Rolle             |
| ---- | ------------------------------------- | ----------------- |
| 1997 | Herkules                              | Megara            |
| 1998 | Antz                                  | Azteka            |
| 2000 | Trolderi                              | Huldra            |
| 2003 | Looney Tunes: Back in Action          | Dusty Tails       |
| 2004 | Thunderbirds                          | Lady Penelope     |
| 2005 | Valiant                               | Charles De Girl   |
| 2005 | Robotter                              | Cappy             |
| 2005 | Madagascar                            | Flodhesten Gloria |
| 2006 | Happy Feet                            | Pingvinen Gloria  |
| 2008 | Madagascar 2                          | Flodhesten Gloria |
| 2008 | Disco ormene                          | Ormen Gloria      |
| 2011 | Happy Feet 2                          | Pingvinen Gloria  |
| 2012 | Madagascar 3: Efterlyst i hele Europa | Flodhesten Gloria |
| 2016 | Kæledyrenes hemmelige liv             | Chloë             |
| 2019 | Kæledyrenes hemmelige liv 2           | Chloë             |

## Teaterstykker
- En skærsommernatsdrøm på Grønnegårdsteatret (1995)
- I en kælder på Dr. Dantes Aveny (1995)
- Kunst på Dr. Dantes Aveny (1996)
- Paradis på Dr. Dante Aveny (1997)
- Romeo og Julie på Østre Gasværk Teater (1998)
- Donna Juanna på Østre Gasværk Teater (1999)
- Himmelstormerne på Østre Gasværk Teater (1999),
- Natløberne på Teatret ved Sorte Hest (2000)
- Misantropen på Husets Teater (2001)
- JeffKoons på Betty Nansen Teatret (2001)
- 4:48 Psykose på Edison (2002)
- Laser og pjalter på Odense Teater (2002)
- Stalingrad ved Holland House (2002)
- Hr. Nedersen på Østre Gasværk Teater (2003)
- Sommergæster på Betty Nansen Teatret (2004)
- Mr. Nice Guy på Bellevue Teatret (2004)
- Norén på Betty Nansen Teatret (2005)
- Hotel Strindberg på Det Kongelige Teater (2005)
- Kat på et varmt bliktag på Det Kongelige Teater (2006)
- Baby Blue på Betty Nansen Teatret (2009)[54]

## Diskografi
- 1987 "Danse i måneskin" (Trine Dyrholm & Moonlighters)
- 1988 Et Frossent Øjeblik
- 1997 "Jeg Er Den Samme Som Før" på Disney's Herkules - Originalt Dansk Soundtrack
- 2004 Mr. Nice Guy

## Udvalgte priser og nomineringer
| År   | Film                | Pris                                                                    | Resultat  |
| ---- | ------------------- | ----------------------------------------------------------------------- | --------- |
| 2022 | Margrete den Første | Bodilprisen for bedste kvindelige hovedrolle                            | Nomineret |
| 2022 | Margrete den Første | Robert for årets kvindelige hovedrolle                                  | Nomineret |
| 2021 | Erna i krig         | Bodilprisen for bedste kvindelige hovedrolle                            | Nomineret |
| 2021 | Erna i krig         | Robert for årets kvindelige hovedrolle                                  | Nomineret |
| 2021 | Erna i krig         | Svendprisen for årets kvindelige skuespiller                            | Vundet    |
| 2020 | Dronningen          | Bodilprisen for bedste kvindelige hovedrolle                            | Vundet    |
| 2020 | Dronningen          | Robert for årets kvindelige hovedrolle                                  | Vundet    |
| 2020 | Dronningen          | European Film Award for Best European Actress                           | Nomineret |
| 2020 | Dronningen          | Svendprisen for årets kvindelige skuespiller                            | Vundet    |
| 2017 | Kollektivet         | Sølvbjørn for bedste kvindelige skuespiller ved Filmfestivalen i Berlin | Vundet    |
| 2017 | Kollektivet         | Bodilprisen for bedste kvindelige hovedrolle                            | Vundet    |
| 2017 | Kollektivet         | Robert for årets kvindelige hovedrolle                                  | Vundet    |
| 2017 | Kollektivet         | European Film Award for Best European Actress                           | Nomineret |
| 2017 | Kollektivet         | Svendprisen for årets bedste kvindelige skuespiller                     | Vundet    |
| 2016 | Arvingerne          | Robert for årets kvindelige hovedrolle - tv-serie                       | Vundet    |
| 2015 | Arvingerne          | Robert for årets kvindelige hovedrolle - tv-serie                       | Vundet    |
| 2013 | Den skaldede frisør | Bodilprisen for bedste kvindelige hovedrolle                            | Nomineret |
| 2013 | Den skaldede frisør | Robert for årets kvindelige hovedrolle                                  | Vundet    |
| 2013 | Den skaldede frisør | Zulu Award for årets danske skuespillerinde                             | Nomineret |
| 2013 | En kongelig affære  | Bodilprisen for bedste kvindelige birolle                               | Nomineret |
| 2013 | En kongelig affære  | Robert for årets kvindelige birolle                                     | Vundet    |
| 2011 | Hævnen              | Bodilprisen for bedste kvindelige hovedrolle                            | Vundet    |
| 2011 | Hævnen              | Robert for årets kvindelige hovedrolle                                  | Vundet    |
| 2011 | Hævnen              | Zulu Awards for årets danske skuespillerinde                            | Nomineret |
| 2007 | En soap             | Bodilprisen for bedste kvindelige hovedrolle                            | Vundet    |
| 2007 | En soap             | Robert for årets kvindelige hovedrolle                                  | Vundet    |
| 2006 | Fluerne på væggen   | Bodilprisen for bedste kvindelige hovedrolle                            | Vundet    |
| 2006 | Fluerne på væggen   | Robert for årets kvindelige hovedrolle                                  | Nomineret |
| 2005 | Forbrydelser        | Bodilprisen for bedste kvindelige birolle                               | Vundet    |
| 2005 | Forbrydelser        | Robert for årets kvindelige birolle                                     | Vundet    |
| 2005 | Forbrydelser        | Zulu Awards for årets danske kvindelig birolle                          | Vundet    |
| 2002 | 4:48 Psykose        | Reumert-prisen for årets kvindelige hovedrolle                          | Vundet    |
| 1991 | Springflod          | Bodilprisen for bedste kvindelige hovedrolle                            | Vundet    |

### Øvrige priser
Den 17. maj 2004 modtog Dyrholm den årligt uddelt Lauritzen-prisen; bestående af 100.000 kr., uddelt af Lauritzen Fonden, for at hylde hendes præstationer gennem hendes karriere ved teaterforestillinger såvel som film- og tv. Hun modtog prisen sammen med skuespiller Ole Lemmeke.
Hun modtog Teaterflisen i 2014.